# Медведево (станция)
Медве́дево — узловая товарно-пассажирская железнодорожная станция 3 класса Московского региона Октябрьской железной дороги в городе Бологое. Движение в трёх направлениях: Бологое, Сонково и Осташков.

## География
Станция расположена в микрорайоне Медведево города Бологое Тверской области, при этом деревня Медведево обозначена на карте 1812 года и до 1958 года являлась самостоятельным населенным пунктом Бологовского района Тверской области.

## История

### Строительство железной дороги
Станция открыта в июне 1870 года как конечная станция Рыбинско-Бологовской железной дороги. На станции было открыто паровозное и вагонное депо (здания сохранились), водокачка. В 1880 году был организован 3-й Медведевский медицинский участок с железнодорожной больницей.
Зимой 1888 года были проведены первые испытания телефона («фонопор Гвоздева») между станциями Медведево и Рыбинск.
В 1897 году была открыта линия Бологое — Псков, и станция становится узловой. Вскоре Общество Рыбинско-Бологовской железной дороги переименовывается в Общество Московско-Виндаво-Рыбинской железной дороги.
В 1906 году построена железнодорожная баня.
В 1907 году были построены второй парк станции, а также соединительные пути до станций Бологое-Полоцкое и Бушевец Николаевской железной дороги.
В сентябре 1918 года Московско-Виндаво-Рыбинская железная дорога, в состав которой входила станция, была национализирована и передана в ведение Народного комиссариата путей сообщения.

### Станция в предвоенные и военные годы
В 1936—1955 годах станция входила в состав Калининской железной дороги. На станции находились две железнодорожные школы — № 55 и № 56.
Во время Великой Отечественной войны станция Медведево беспрестанно подвергалась налетам немецкой авиации. Немцам нужно было разрушить Бологовский и Медведевский узлы, тем самым лишить Северо-Западный фронт и Ленинград поддержки. С сентября 1941 года по июнь 1943 года на станции Медведево находилось эвакуированное из Ржева управление Калининской железной дороги.
Особенно ожесточеными выдались десять дней марта 1943 года. На своем посту погибли многие железнодорожники, включая начальника Медведевской дистанции сигнализации и связи Героя Социалистического Труда Ивана Васильевича Маньковского. Но станция не прекращала ни на минуту пропуск поездов.
В 1946 году было организовано Медведевское отделение Калининской железной дороги. В 1955 году оно было передано в состав Бологовского отделения Октябрьской железной дороги. В 1944—1958 годах ходил пассажирский поезд Медведево — Псков.

### Новейшая история
После присоединения 1 августа 1955 года отделения дороги к Бологовскому отделению Октябрьской железной дороги, развитие станции замедляется. В 1962 году закрывают Медведевское паровозное депо, а участки обслуживания Медведево — Старая Русса и Медведево — Бежецк передают в локомотивное депо Бологое.
В 1981 году закрывают одну из железнодорожных школ — № 56. Вагонное депо преобразуют в участок ВЧД-3 Бологое. В 1978—2004 годах существовала Медведевская дистанция энергоснабжения ЭЧ-15.
В конце 1980-х годов железнодорожная поликлиника была закрыта. В 1990-е годы школу № 55 передают в муниципальную собственность города.
В 1995 году на станции была внедрена электрическая централизация стрелок и сигналов. В 1998 году ликвидирован прорабский участок Бологовской дистанции НГЧ. Также в 1998 году была ликвидирована Медведевская дистанция сигнализации, централизации и блокировки ШЧ-3, но в 2005 году её восстановили, хотя центр дистанции теперь находится в Бологое.
В 1998—2001 годах был закрыт и полностью разрушен двухэтажный деревянный вокзал.
В 1999—2000 годах сокращается пригородное движение. Отменяются дневные поезда Бологое — Удомля, Бологое — Брусово, вечерне-утренний поезд Бологое — Максатиха укорачивается до Удомли. Отменяется поезд Медведево — Бологое — Новгород, следовавший два раза в неделю.
В 1999 году закрывают топливный склад, в 2001 году законсервирован 1 парк, превращенный в парк отстоя запасных и исключенных вагонов.
В 2002 году резерв проводников Медведево и экипировку пригородных вагонов переносят в Бологое.

## Предприятия и инфраструктура станции

### Инфраструктура
В настоящее время Медведево — узловая станция с путевым развитием (2 парка), тракционным парком бывшего депо для отстоя путевой техники ПЧ-5 и ШЧ-3, а также северным парком ПМС-82. Электрификация на станции отсутствует.
Станция находится в 3 километрах от главного хода (Москва — Санкт-Петербург). Железнодорожные пути идут от станции в трёх направлениях — западном (на Бологое), восточном (на Сонково), юго-западном (на Осташков). Пути станции ориентированы примерно с запада на восток, в центральной горловине станции расположен поворот на юго-запад (на Бологое-2). Путевое развитие станции насчитывает более 30 путей (2 парка). Тракционные пути бывшего депо и оборотные тупики находятся в центральной части станции, приспособлены для отстоя путевой техники Бологовской дистанции пути ПЧ-5 и техники Медведевской дистанции СЦБ ШЧ-3.
В первом парке расположена низкая островная платформа с сохранившимся зданием кипятильника (в 2003—2007 годах использовалось как здание кассы). Выход в город с платформы имеется по настилу на улицу Олега Кошевого, идущую рядом с путями, В западной горловине станции находится 4-й пост-переезд, соединяющий южную (ул. Кольцова) и северную (ул. Луначарского и т. н. «деревня Медведево») части микрорайона Медведево, а в центральной горловине у поста ЭЦ расположен 2-й пост-переезд соединяющий ул. Федосихинскую и ул. Борки. Также имеются несколько переездов в районе бывшего депо.

### Предприятия железнодорожного узла
В структуру железнодорожной станции Медведево входят несколько железнодорожных предприятий, в том числе станция Медведево (подчинена станции Бологое-Московское), Механические дорожные мастерские ст. Медведево (МДМ), Механизированная колонна № 1 Вагонного ремонтного депо Тверь ВЧД-14, Медведевский зональный узел связи РЦС-8, склад запаса НОДХ-1, КИПиА Медведевской дистанции ШЧ-3, Северный парк ПМС-82 ст. Бологое, котельная НГЧ-1, сетевая подстанция Бологовской дистанции энергоснабжения ЭЧ-2 и железнодорожный магазин № 43 ТПО «Московское».

### Коммерческие операции
По состоянию на 2009 год на станции Медведево производятся следующие коммерческие операции:
- приём и выдача повагонных отправок грузов, допускаемых к хранению на открытых площадках станций;
- приём и выдача грузов повагонными и мелкими отправками, загружаемых целыми вагонами, только на подъездных путях и местах необщего пользования;

### Внедрение современных технологий
На станции Медведево применяются современные технологии. Система тепловизионного контроля и тензометрический рельс, взвешивающий в движении (РТВ-Д), действующие на станции, позволяют выявлять неисправности в поездах, дистанционно определять массу перевозимого груза. Для 3 пар транзитных поездов производится осмотр на ходу. В 2009 году были установлены новые световые указатели на светофорах и энергосберегающие осветители.

### Исторические памятники
Недалеко от здания бывшего депо сохранились две старые водонапорные башни для заправки паровозов, у школы № 55 установлен памятник павшим в годы ВОВ.

## Движение по станции

### Направления движения
Движение поездов по станции осуществляется в четырёх направлениях:
- в западном направлении — на Бологое (3 км) — Дно — Псков; ответвление на Санкт-Петербург-Главный (322 км) по станции Бологое-Московское;
- в восточном направлении — на Сонково (190 км) — Рыбинск (295 км) — Ярославль (374 км)
- в юго-западном направлении (только техническое движение) — на Бологое-2 (6 км) — Осташков (104 км).

### Движение грузовых поездов
Основную часть транзитных перевозок по станции составляют грузовые поезда — на станции меняются локомотивные бригады для 2 пар поездов. По данным на июль 2009 года, в среднем за сутки через станцию проходят 24 пары грузовых поездов без переработки.

### Движение пассажирских поездов
На станции Медведево останавливается один пассажирский поезд  Санкт-Петербург — Кострома 433А/433Я, а также 1 пара пригородных поездов на Удомлю и 1 пара на Сонково. В графике 2011/2012 годов имеют техническую стоянку в сторону Санкт-Петербурга все пассажирские и почтово-багажные поезда.

## Известные люди
В поселке станции Медведево родился Герой Советского Союза Вячеслав Тимофеевич Виноградов.